# Kinetoscop

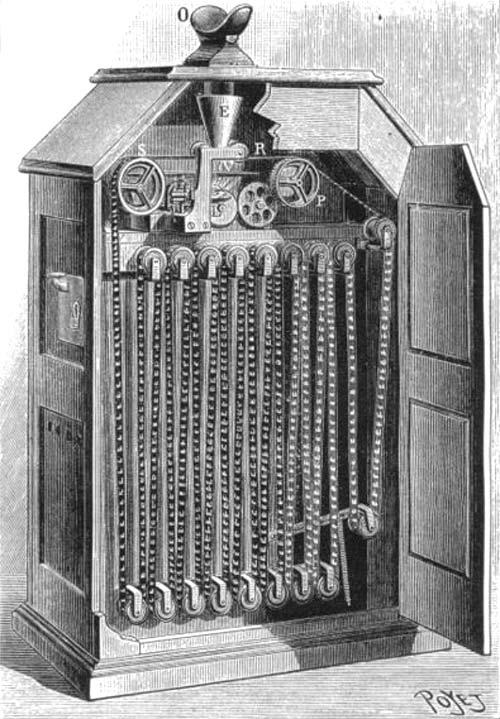
Kinetoscop

Kinetoscopul, este aparatul care redă imagini în mișcare din lumea reală obținute cu ajutorul unui kinetograf, mai pe înțeles un aparat de filmat cu suport fexibil de 35 mm cu perforații.
Kinetoscopul este inventat și realizat de Edison în anul 1890 și prezentat pentru prima dată la Expoziția Mondială de la Chicago. Pentru a crea senzația de mișcare, folosește un tambure dințat cu rotație sacadată imprimată de un sistem de transport sacadat, astfel că fiecare imagine va sta în fața vizorului un anumit timp pentru a fi pecepută, după care obturatorul o va acoperi făcând posibilă aducerea următoarei. Deplasare se făcea cu o frecvență de 46 imagini pe secundă.
Aparatul a fost conceput pentru vizionare unei singure persoane. Începe producerea lui în serie din 1893. Edison a făcut și o încercare de sonorizare a filmulețelor, asociind kinetoscopul cu o altă invenție de a lui fonograful. Pentru durata filmulețelor, circa 1 minut, a fost o mare reușită, ținând cont și de tehnologiile de atunci.
Oricum, cu toate că aplicația lui, a kinetoscopului nu a fost de durată a însemanat un pas important spre invenția fraților Lumière, cinematograful.

## Vezi și
- Newark Athlete (1891)